# Bulbophyllum braccatum
Bulbophyllum braccatum är en orkidéart som beskrevs av Heinrich Gustav Reichenbach. Bulbophyllum braccatum ingår i släktet Bulbophyllum och familjen orkidéer.
Artens utbredningsområde är Filippinerna. Inga underarter finns listade i Catalogue of Life.